# Цеца 2000
Цеца 2000 је десети студијски албум Светлане Цеце Ражнатовић који је издат за ПГП РТС 29. децембра 1999.

## О албуму
"Нова жена за нови миленијум" је био слоган Цециног албума који је такође објављен под покровитељством дискографске куће ПГП РТС. 
Албум је остварио значајну продају, а песме су постале велики хитови. 
Песма "Доказ" за коју је Цеца снимила спот у сарадњи са Дејаном Милићевићем, је прва постала популарна међу публиком, а потом и "Црвено", "Опроштајна вечера", "Ја ћу прва", "Вотка са утехом" те дуети са Ацом Лукасом и Мајом из групе Луна, "Црни снег" и "Другарице".
Албум је продат у тиражу од 320.000 примерака.

## Списак песама
На албуму се налазе следеће песме:
| Бр. | Назив                          | Текст                                 | Музика                           | Аранжман                                                             | Трајање |
| --- | ------------------------------ | ------------------------------------- | -------------------------------- | -------------------------------------------------------------------- | ------- |
| 1.  | Доказ                          | Марина Туцаковић, Љиљана Јорговановић | Александар Милић                 | Александар Милић, Ђорђе Јанковић, Драган Ковачевић                   | 04:37   |
| 2.  | Опроштајна вечера              | Марина Туцаковић, Љиљана Јорговановић | Nikos Karvelas                   | Александар Милић, Ђорђе Јанковић, Драган Ковачевић                   | 04:13   |
| 3.  | Црни снег (feat. Аца Лукас)    | Марина Туцаковић                      | Niran Unsal                      | Хајрудин Варешановић                                                 | 03:47   |
| 4.  | Ја ћу прва                     | Марина Туцаковић, Љиљана Јорговановић | Александар Милић                 | Александар Милић, Ђорђе Јанковић, Драган Ковачевић                   | 04:21   |
| 5.  | Свиће дан                      | Марина Туцаковић, Љиљана Јорговановић | Милић Вукашиновић                | Милић Вукашиновић                                                    | 03:09   |
| 6.  | Већ виђено                     | Марина Туцаковић, Љиљана Јорговановић | Александар Милић, Добринко Попић | Александар Милић, Ђорђе Јанковић, Драган Ковачевић                   | 03:53   |
| 7.  | Црвено                         | Марина Туцаковић, Љиљана Јорговановић | Александар Милић                 | Александар Милић, Ђорђе Јанковић, Драган Ковачевић                   | 03:54   |
| 8.  | Брат и сестра                  | Марина Туцаковић, Љиљана Јорговановић | Ненад Стефановић                 | Александар Милић, Ђорђе Јанковић, Драган Ковачевић, Ненад Стефановић | 04:07   |
| 9.  | Вотка са утехом                | Марина Туцаковић, Љиљана Јорговановић | Александар Милић                 | Александар Милић, Ђорђе Јанковић, Драган Ковачевић                   | 03:32   |
| 10. | Другарице (feat. Група "Луна") | Марина Туцаковић, Љиљана Јорговановић | Чедомир Рајичић                  | Dream Team                                                           | 03:58   |
| 11. | Ако те она одбије              | Марина Туцаковић, Љиљана Јорговановић | Милић Вукашиновић                | Милић Вукашиновић                                                    | 03:26   |

## Подаци о албуму
- Продуцент: Александар Милић
- Копродукција, Ремикс, Programming, Mastering: Ђорђе Јанковић
- Клавијатуре: Драган Ковачевић, Ђорђе Јанковић, Драган Ивановић
- Хармоника: Драган Ковачевић
- Гитаре: Добринко Попић, Александар Радуловић
- Бас и акустична гитара: Драган Ивановић
- Трубе: Небојша Ивановић, Драганчо Ристевски
- Бузуки: Иван Максимовић
- Пратећи вокали: Маја Марковић, Џеј Рамадановски, Александар Радуловић, Trio Passage
- Фотографије: Дејан Милићевић
- Главни и одговорни уредник: Мирољуб Аранђеловић
- Уредник редакције за народну музику: Милош Мијатовић
- Музички уредник: Милисав Антонић

## Обраде
- 2. Опроштајна вечера (оригинал: Anna Vissi - Antidoto - 1998)
- 3. Црни снег (оригинал: Zerrin Ozer - Deli Yaz - 1996)
- 5. Свиће дан (оригинал: Селма Бајрами - Свиће дан - 1998)
- 11. Ако те она одбије (оригинал: Селма Бајрами - Кад суза једном не буде - 1998)

## Спотови
- Доказ
- Црвено